# Ulf Rosén
Ulf Lennart Rosén, född 22 februari 1957 i Reijmyre, är en svensk företagsledare.
Ulf Rosén är det fjärde och yngsta barnet till Lennart Rosén och Ingrid Rosén och växte upp i Rejmyre. Han utbildade sig till elingenjör på Ebersteinska gymnasiet i Norrköping 1973–1977 och till marknadsekonom på IHM Business School i Stockholm 1983–1984. Rosén arbetade därefter på Tibnor 1983–1985, för att 1985 tillsammans med sin fru Anna Rosén köpa Lindshammars glasbruk. Där var han ägare och VD till 1998, då han sålde glasbruket till det norskägda företaget CG Holding, därefter kvarstod han som anställd VD fram till 2007, då han slutade för att starta eget företag.
Han startade tillsammans med Anna Rosén 2008 Klafreström Kristall AB i Klavreström, och var chef där till 2013, då företaget såldes till norska Magnor Glassverk och han blev VD för Magnor Sverige fram till 2015. Företaget återupptog bland annat glasproduktion med handmålning under namnet Nya Lindshammar glasbruk i Lindshammar 2014. Ulf Rosén köpte oktober 2015 1/3 av Reijmyre Glasbruk och tillträdde som VD för Reijmyre glasbruk.. Arnfinn Röste blev ägare till 1/3 samt det norska glasbruket till 1/3 av glasbruket. Ulf Rosén sålde under november 2017 sina aktier till Arnfinn Röste som blev ensam ägare. Under januari 2018 slutade Rosén sitt uppdrag som VD på glasbruket för att därefter börja arbeta som konsult i eget företag. Den 29 maj 2019 köpte Rosén tillsammans med Viktor Söderberg Reijmyre Glasbruk och Rosén tillträdde igen som VD på glasbruket, där han sedan lämnade den posen 2021.